# Erodium aethiopicum
Erodium aethiopicum là một loài thực vật có hoa trong họ Mỏ hạc. Loài này được (Lam.) Brumh. & Thell. mô tả khoa học đầu tiên năm 1912.

## Hình ảnh

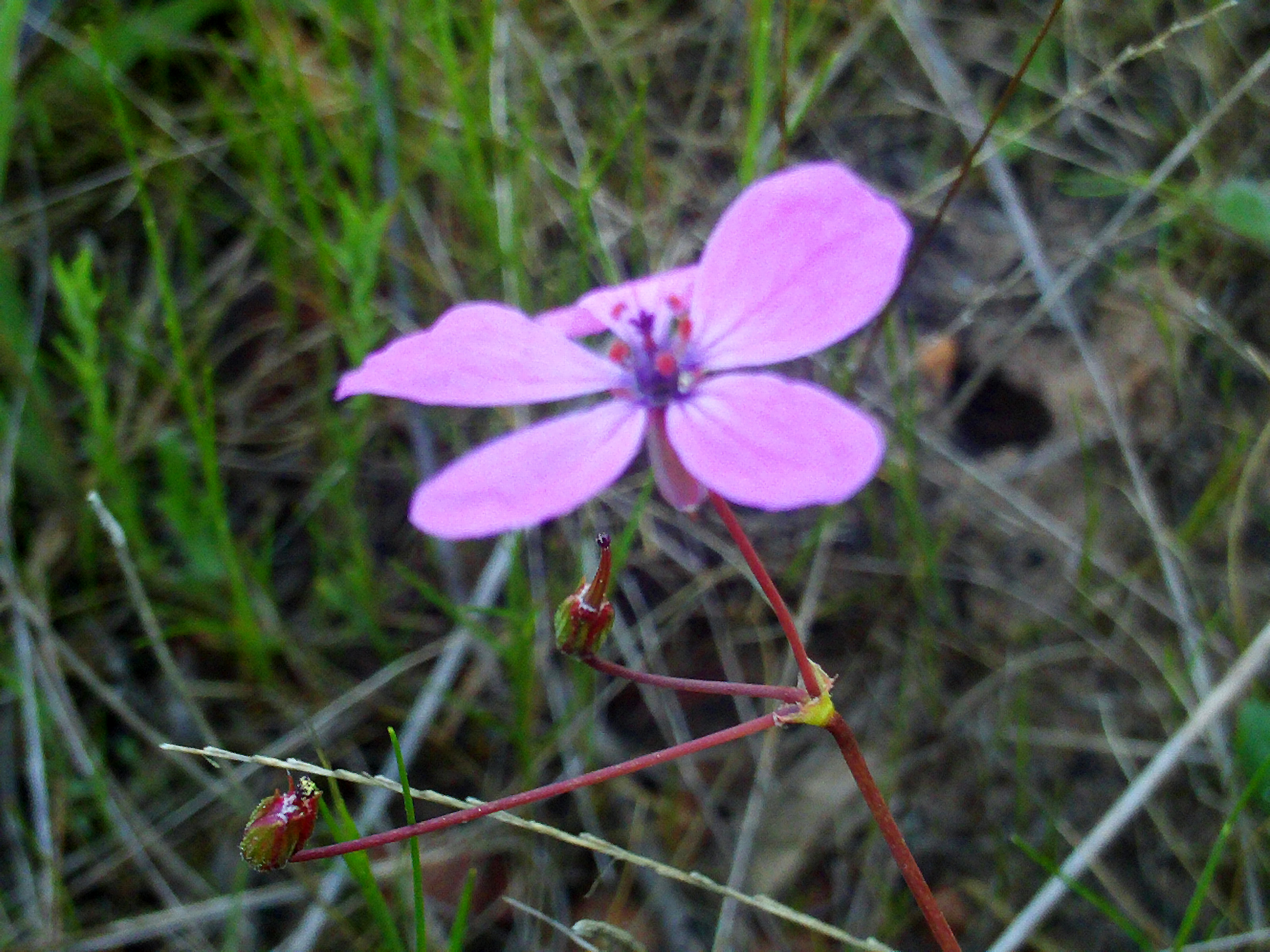
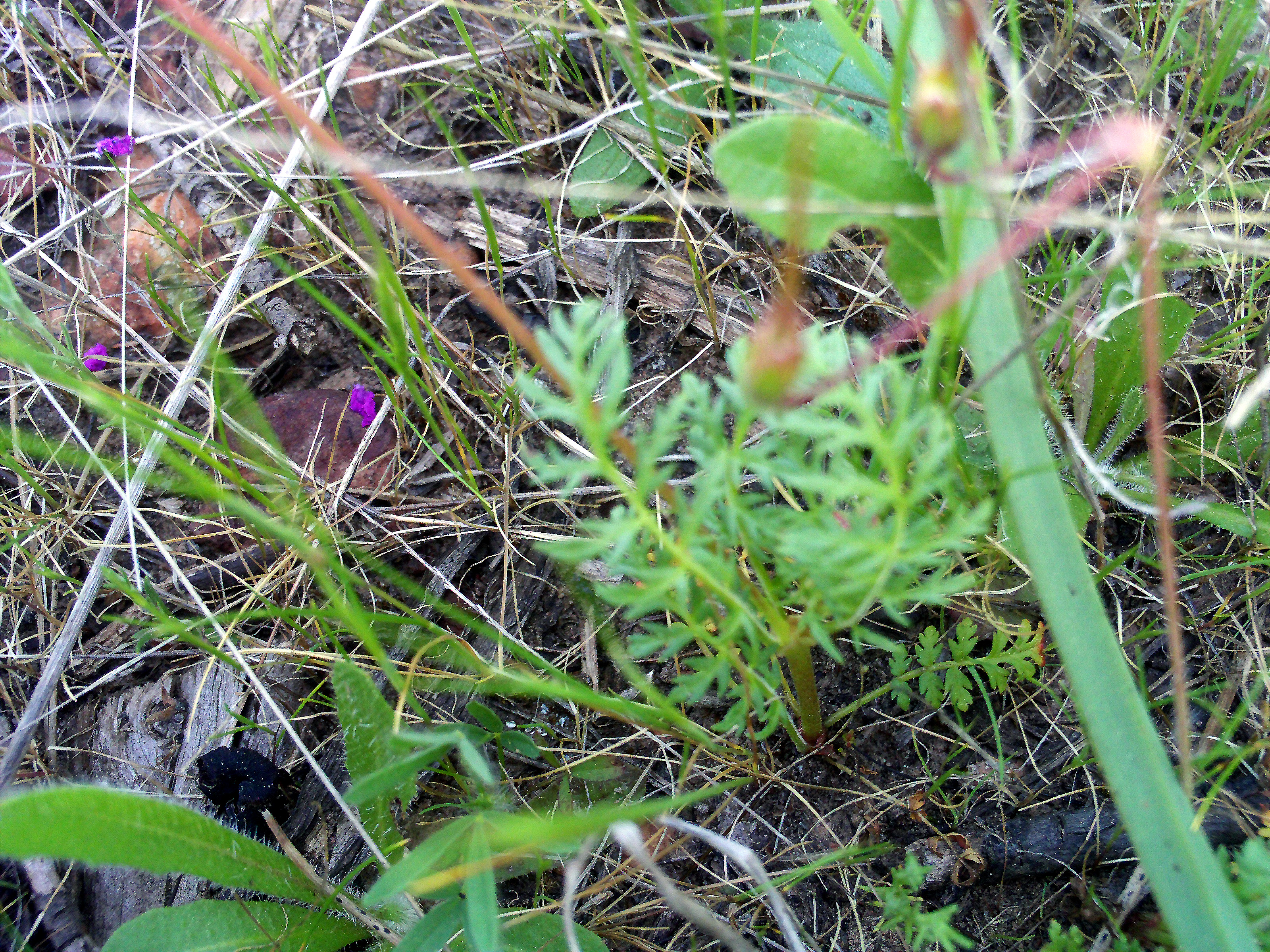